# Masahiro Hamazaki
Masahiro Hamazaki, född 14 mars 1940 i Osaka prefektur, Japan, död 10 oktober 2011, var en japansk fotbollsspelare.
Han blev olympisk bronsmedaljör i fotboll vid sommarspelen 1968 i Mexico City.